# Eckhard Unger

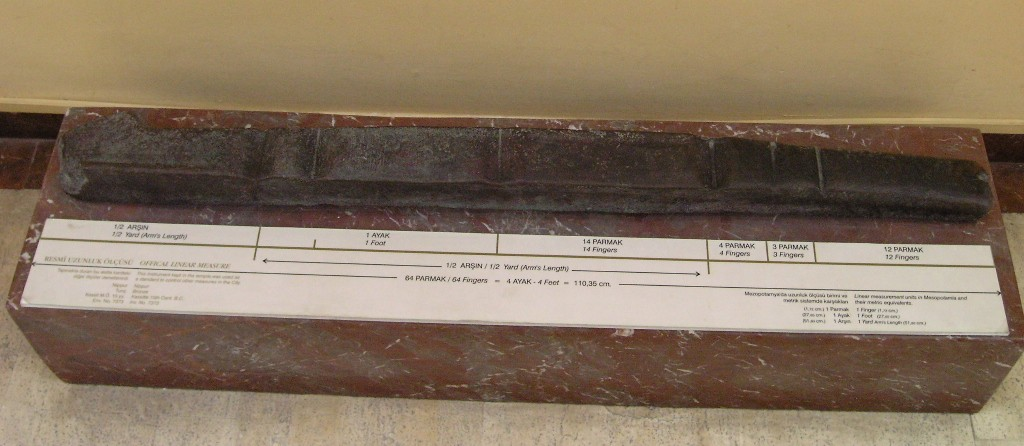
La barra de un codo de Nippur en el Museo Arqueológico de Estambul, Turquía

Eckhard Unger (11 de abril de 1884 - 24 de julio de 1966) fue un asiriólogo alemán. Desarrolló una parte de su carrera como curador del Museo Arqueológico de Estambul, lo que le permitió identificar los restos de las puertas de Balawat e identificar la vara de medida más antigua conocida.

## Semblanza
Eckhard Unger era hijo del abogado Wilhelm Unger (1849-1910) y de su esposa Helene Sassen (1851-1935). Su bisabuelo, que también se llamaba Wilhelm Unger (1775-1855), era pintor de la corte del duque de Mecklenburgo-Strelitz y descendía de la familia Tischbein, una saga de pintores originaria de Haina en la provincia de Hesse-Kassel.
Estudió disciplinas humanísticas en Berlín, y en las escuelas secundarias municipales de Prenzlau y Leipzig, graduándose en la Thomasschule de Leipzig en 1904. De 1904 a 1911 estudió Arqueología Clásica, Asiriología, Etnología e Historia del Arte en Leipzig, siendo alumno de Max Heinze, Karl Lamprecht, Ulrich Wilcken y Wilhelm Wundt entre otros. Se doctoró en 1911, y de 1911 a 1918 trabajó como conservador en el departamento del antiguo oriente del Museo Arqueológico de Estambul, siendo además profesor en la Universidad Darülfünun de 1915 a 1918.
De 1919 a 1923 sirvió como trabajador no calificado en el Ministerio de Relaciones Exteriores, y en 1923 intervino en la fundación de la Sociedad del Antiguo Oriente en Hiddensee. Completó su habilitación en Berlín en 1924 especializándose en Arqueología del Cercano Oriente, siendo nombrado profesor asociado en 1930. De 1924 a 1925 y de 1932 a 1935 dirigió el departamento del antiguo oriente del Museo de Estambul.
Unger se afilió al partido nazi el 1 de enero de 1932. En 1937 se convirtió en profesor permanente en la Universidad Humboldt de Berlín como sucesor de Ernst Herzfeld, y ocupó esta cátedra hasta 1945. En 1937 escribió el libro titulado "Das antike Hakenkreuz als Wirbelsturm. Welt und Mensch im Alten Orient" (La antigua esvástica como un ciclón. El mundo y el hombre en el antiguo Oriente). En 1943 se casó en segundas nupcias con Irmgard Brückner (1886-1978), hija de una antigua familia académica originaria de Nuevo Brandeburgo.
La pareja participó en la reconstrucción de la ciudad de Mecklemburgo devastada por la guerra, realizando contribuciones duraderas al restablecimiento de los museos regionales de Neobrandeburgo a fines de la década de 1940. Después de su jubilación, Unger continuó enseñando en las universidades de Greifswald y Rostock y se mudó a Neobrandeburgo. En su vejez se dedicó a investigar sobre las imágenes en los sellos de lacre y se ocupó de la historia del sureste de Mecklenburgo y de sus propios orígenes familiares. En 1953 supervisó las excavaciones en la iglesia de Santa María de Neubrandeburgo.
Murió durante una gira de conferencias por la República Federal Alemana (al parecer en Helmstedt). Sus restos reposan en el nuevo cementerio de Neustrelitz, donde su tumba se ha conservado hasta el día de hoy. Parte de las propiedades de Unger fueron a parar al "archivo familiar Brückner (Neobrandeburgo)", que después de una larga odisea, llegó al museo regional de Neubrandeburgo en 2003.

## Logros arqueológicos
Los méritos de Unger radican en la revaluación parcial del arte neoasirio. Por ejemplo, mientras fue curador del Museo arqueológico de Estambul presentó un nuevo concepto para la reconstrucción de las puertas de Balawat (parcialmente conservadas en el museo), aunque era plenamente consciente de que la mayor parte de las puertas estaba en Londres y en París, ya que había visitado ambos lugares y había hablado con los respectivos curadores.
Fue el primero en investigar el conocido como Obelisco Blanco, y publicó la catalogación de los relieves del rey asirio Tiglatpileser III en 1916. Así mismo, ese mismo año identificó y describió un objeto de aleación de cobre en la colección del Museo de Estambul como una ell o vara de medir de Nippur, que data de la primera mitad del tercer milenio antes de Cristo o incluso antes, y posiblemente es el dispositivo de medición más antiguo conocido, que probablemente define el codo sumerio en unos 518,6 milímetros. Durante la Primera Guerra Mundial, realizó una primera investigación detallada de la cisterna de la Basílica (yerebatan Sarnıcı) de Estambul.

## Obras publicadas
Los muchos trabajos publicados de Eckhard Unger incluyen, entre otros:
- Zum Bronzetor von Balawat. Beiträge zur Erklärung und Deutung der assyrischen Inschriften und Reliefs Salmanassars III (tesis) Leipzig: Eduard Pfeiffer 1913
- Zwei babylonische Antiken aus Nippur [sl] 1916. (Publikationen der Kaiserlich Osmanischen Museen)
- Katalog der babylonischen und assyrischen Sammlung Kaiserlich osmanische Museen Istanbul: Ihsan 1918
- Die Wiederherstellung des Bronzetores von Balawat [Leipzig]: [Hinrichs], 1920
- Welt und Mensch im alten Orient Berlin: Witting [nd ]
- Hettitische und aramäische kunst [Berlín] [1923]
- Sumerische und akkadische Kunst Breslau: Hirt 1926
- Assyrische und Babylonische Kunst Breslau: Hirt 1927
- Das Stadtbild von Assur Leipzig: Hinrichs 1929 (Der alte Orient, 27: 3)
- Babilonia. Die heilige Stadt nach der Beschreibung der Babylonier 1931 (2a ed. Berlín: De Gruyter 1970)